# Coelocion australis
Coelocion australis är en snäckart som först beskrevs av Forbes 1851.  Coelocion australis ingår i släktet Coelocion och familjen Megaspiridae. Inga underarter finns listade i Catalogue of Life.